# Glenn Curtiss
Glenn Curtiss, nato Glenn Hammond Curtiss (Hammondsport, 21 maggio 1878 – Buffalo, 23 luglio 1930), è stato un imprenditore statunitense, pioniere dell'aviazione.
Conosciuto come Fastest Man on Earth (L'uomo più veloce sulla Terra) per il suo record di velocità ottenuto nel 1907 su motocicletta, fu un famoso aviatore e inventore, concorrente diretto dei fratelli Wright. La sua fu la tessera Numero 1 di pilota rilasciata dall'Aero Club of America, fondato nel 1905 da Charles Jasper Glidden.
Insieme a Alexander Graham Bell, Glenn Curtiss fu uno dei membri fondatori dell'Aerial Experiment Association. Nel 2003, il suo nome fu inserito nella National Inventors Hall of Fame.

## Biografia
Glenn Curtiss nacque nel villaggio di Hammondsport, nello stato di New York, da Frank Richmond Curtiss e Lua Andrews. Anche se i suoi studi scolastici si fermarono al Grade 8 (quella che in Italia viene definita come la scuola dell'obbligo), Curtiss era un appassionato di meccanica e la sua bravura risultò evidente nel suo primo lavoro che fece per la Eastman Dry Plate and Film Company, una società che in seguito sarebbe diventata la Eastman Kodak Company. Per la compagnia di Rochester, Curtiss inventò una macchina che venne adottata dall'impresa che in seguito la utilizzò per studi fotografici.
Il 7 marzo 1898, Curtiss si sposò con Lena Pearl Neff a Logansport, nell'Indiana. Dal loro matrimonio, sarebbero nati due bambini. Il primo, Carlton N. Curtiss, morì piccolissimo, nel 1902. Il secondo, Glenn Hammond Curtiss, nacque nel 1912 e morì nel 1969.

### Pilota, inventore e imprenditore
Dotato di forte talento per la meccanica ed appassionato di velocità, dopo aver fatto il corridore ciclista ed il venditore di biciclette, nel 1902 fondò una società per la fabbricazione e la vendita di motociclette ed accessori; nel frattempo, diventato corridore motociclista, fra il 1904 ed il 1907 stabilì vari primati mondiali. Nel 1904 la sua fabbrica cominciò a produrre anche motori per dirigibili. Nel 1907 entrò a far parte dell'Aerial Experiment Association: l'AEA era un gruppo pionieristico canadese di ricerca che costruì un aeroplano munito di alettoni per mantenere l'equilibrio laterale in volo, ideati da Alexander Graham Bell. Per lo stesso gruppo, progettò e fece costruire un aereo con il quale vinse molte gare negli Stati Uniti.
Nel 1909 giunse in Europa: a Reims vinse la coppa internazionale James Gordon Bennet per la velocità aerea e si esibì anche a Brescia. Nello stesso anno fondò una scuola di pilotaggio che nel decennio successivo ebbe numerose succursali negli Stati Uniti. Nel 1910 compì il raid Albany-New York (circa 233 km) in 2h51m di volo. Effettuò, inoltre, il primo esperimento mondiale di decollo di un aereo dalla tolda di una nave. Nel 1912 costruì il primo modello di idrovolante a scafo centrale.
Nel corso della prima guerra mondiale, le fabbriche Curtiss lavorarono a pieno ritmo producendo numerosi aerei di vario tipo, fra i quali idrovolanti per la US Navy (la marina degli Stati Uniti). Uno di questi, il NC-4, nel 1919 fu il primo a compiere la trasvolata dell'Oceano Atlantico. Nel dopoguerra l'industria aeronautica languì e Curtiss si dedicò ad altre attività, pur non abbandonando la fabbrica da lui fondata. Essa tornò a lavorare intensamente durante la seconda guerra mondiale, costruendo molti tipi di aerei fra i quali il famoso Curtiss P-40 del quale vennero prodotti oltre 14.000 esemplari.

### Morte
Recatosi in tribunale a Rochester a motivo di una causa legale intentagli da August Herring, un ex socio, Curtiss ebbe un attacco di appendicite. Morì per complicazioni dovute all'operazione nel luglio del 1930, a Buffalo, all'età di cinquantadue anni. Venne sepolto al Pleasant Valley Cemetery di Hammondsport, il villaggio vicino al confine canadese dov'era nato.

## Premi e riconoscimenti
Nel 1964, il nome di Curtiss è stato inserito nella National Aviation Hall of Fame; nel 1990, nella Motorsports Hall of Fame of America; nel 1998, nella Motorcycle Hall of Fame e, nel 2003, nella National Inventors Hall of Fame. Lo Smithsonian's National Air and Space Museum ha una collezione di documenti originali di Curtiss oltre a una collezione di aerei, motociclette e motori.
A Hammondsport, il suo luogo di nascita e sede di molti dei suoi esperimenti, si trova il Glenn H. Curtiss Museum, dedicato alla sua vita e al suo lavoro.

## Glenn Curtiss sullo schermo
Nel 1910, la Essanay produsse un documentario con Gilbert M. Anderson girato a Los Angeles a Dominguez Field in cui appaiono alcuni dei più grandi nomi dell'aviazione pionieristica statunitense. Tra questi, Glenn Curtiss, Lincoln Beachey e Louis Paulham. La pellicola viene conservata negli archivi dell'International Museum of Photography and Film at George Eastman House: è proprio con la Eastman Kodak Company che Curtiss aveva lavorato all'inizio della sua carriera di inventore.
Curtiss appare anche in Great Planes, una serie di documentari tv storici prodotti dalla M2 Pictures.

### Filmografia
- The Aviation Meet at Los Angeles (o Aviation at Los Angeles, California) (1910)
- Great Planes, serie tv (2008)